# Nathan Schrimsher
Nathan Schrimsher, né le 22 mai 1992 à Roswell, est un pentathlonien américain.

## Palmarès
| Discipline/Année                         | 2013 | 2014 | 2015 | 2016 |
| ---------------------------------------- | ---- | ---- | ---- | ---- |
| Jeux olympiques Individuel               | -    | -    | -    | 11e  |
| Championnats du monde seniors Individuel | -    | -    | -    | -    |
| Championnats du monde seniors Équipe     | -    | -    | -    | -    |
| Championnats du monde seniors Relais     | -    | -    | -    | -    |
| Jeux panaméricains Individuel            | -    | -    | -    | -    |

Ce palmarès n'est pas complet